# 盖山林
盖山林（1936年9月16日—2020年2月9日），满族，河北行唐人，中国考古学家、岩画学家，内蒙古自治区文物考古研究所研究员，中国民主促进会中央委员会原常务委员、内蒙古自治区委员会主任委员，内蒙古自治区政协副主席（1998年－2008年）。被誉为“中国岩画学之父”。

## 生平
1936年9月16日生于河北省行唐县南宅营村。初中毕业后考入保定市银行学校，1955年毕业后分配至甘肃兰州的银行从事信贷工作。1956年参加高考，入西北大学自然地理系，1960年毕业于历史系考古专业，在宁夏地质博物馆工作。
1962年，盖山林调至内蒙古文物工作队从事文物考古工作。同年在内蒙古乌拉特中旗首次发现阴山岩画。1976年至1987年，他系统考察了内蒙古西部阴山山脉狼山地区、阴山之北乌兰察布、锡林郭勒盟苏尼特左旗以及阿拉善盟巴丹吉林沙漠地带的岩画。1987年以后，任内蒙古自治区文物考古研究所研究员。1989年，成为联合国教科文组织国际岩画委员会会员。1991年，获国务院政府特殊津贴。曾任中国民主促进会内蒙古自治区委员会主任委员（1996年－2007年），全国政协委员（1988年－1998年，2003年－2008年），内蒙古自治区政协副主席（1998年1月－2008年1月）。
2002年的非典事件期间，盖山林曾任中国民主促进会内蒙古自治区委员会非典防控小组组长。2013年6月，与王建平和陈兆复发起成立中国岩画学会。
2020年2月9日20时31分因呼吸衰竭在呼和浩特去世，享年85岁。

## 出版物
出版有《和林格尔汉墓壁画》《阴山岩画》《乌兰察布岩画》《中国岩画学》《丝绸之路草原民族文化》《世界岩画的文化阐释》《蒙古族文物与考古研究》《中国岩画全集北方岩画卷》《盖山林文集》等专著。